# Big Bang Alive Galaxy Tour 2012
Big Bang Alive Galaxy Tour 2012 (hay còn có tên gọi Alive Tour) là chuyến lưu diễn toàn thế giới đầu tiên của ban nhạc nam Hàn Quốc Big Bang nhằm mục đích quảng bá cho EP tiếng Hàn thứ năm Alive (cũng như album phòng thu tiếng Nhật thứ tư cùng tên). Chuyến lưu diễn đi qua bốn châu lục bao gồm châu Á, Bắc Mỹ, Nam Mỹ và châu Âu và được đạo diễn bởi Laurieann Gibson.
Chuyến lưu diễn do Samsung GALAXY tài trợ. Tổng cộng đã có khoảng 800.000 lượt người hâm mộ toàn thế giới đã tới xem trực tiếp các buổi diễn của chuyến lưu diễn.

## Bối cảnh và chuẩn bị

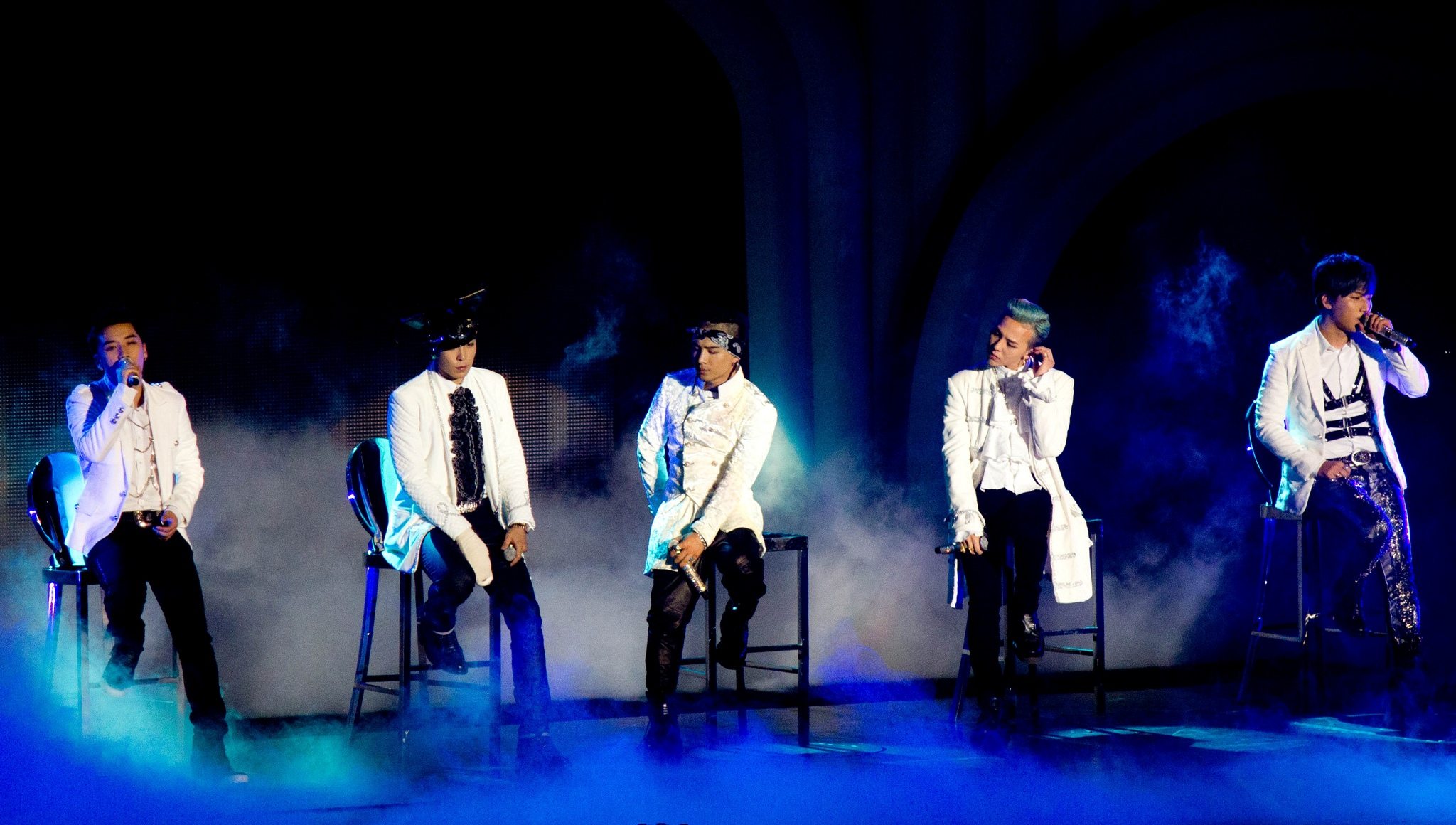
Big Bang biểu diễn tại Singapore

Nhằm quảng bá cho EP tiếng Hàn thứ năm Alive và album phòng thu tiếng Nhật thứ tư cùng tên, lần lượt được phát hành vào các ngày 29 tháng 2 và 28 tháng 3 năm 2012, hãng thu âm YG Entertainment thông báo rằng Big Bang có ý định tổ chức một tour diễn toàn thế giới hợp tác với Live Nation.
Biên đạo và đạo diễn Laurieann Gibson, người từng làm việc cùng Lady Gaga, được thuê làm đạo diễn và biên đạo của tour diễn. Công ty thông tin nghe nhìn Possible Productions nhận trách nhiệm thiết kế phông nền sân khấu. Họ muốn tạo dựng hình mẫu của "một thế giới tương lai ảm đạm được Big Bang cứu rỗi". Ánh sáng, sân khấu và quá trình sản xuất do Leroy Bennett đảm nhận. Chi phí cho hệ thống ánh sáng và sân khấu của tour diễn tốn khoảng 1,3 triệu đôla Mỹ. Nhãn hiệu điện tử Samsung là nhà tài trợ chính thức của tour diễn, cung cấp các sản phẩm điện tử cho các thành viên trong đội ngũ tổ chức và biểu diễn.

## Các buổi biểu diễn
Vé của các buổi biểu diễn bán hết nhanh chóng hơn mong đợi của Live Nation. Tại Singapore, tất cả vé được bán hết ngay sau khi hệ thống bán vé mở cửa và ngay lập tức buộc ban tổ chức phải gia tăng thêm một buổi diễn do nhu cầu tăng cao. Tại Malaysia, trên 3.500 người hâm mộ xếp hàng trước phòng vé để cạnh tranh cơ hội có được tấm vé. Tại Đài Loan, tất cả 22.000 vé của 2 buổi biểu diễn bán hết chỉ trong vài giờ. Tại Nhật Bản, Big Bang trở thành nghệ sĩ Hàn Quốc đầu tiên biểu diễn ba buổi hòa nhạc tại các sân vận động mái vòm, bao gồm Tokyo Dome, Kyocera Dome và Fukuoka Dome. Giá vé tại Hồng Kông có giá lên tới 1.680 đôla Hồng Kông (trên 200 USD).
Do nhu cầu tăng vọt của người hâm mộ tại Hoa Kỳ, hai buổi diễn được tổ chức tại Los Angeles và New Jersey vào hai ngày 2 và 8 tháng 11. The Orange County Register đưa ra báo cáo rằng giá vé dao động từ 50 tới 300 đôla Mỹ trong buổi diễn tại Honda Center, Los Angeles. Alive Tour sau đó tiếp tục dừng chân tại Lima, Peru vào ngày 14 tháng 11 năm 2012.
Tại vương quốc Anh tất cả vé cho buổi diễn tại Wembley Arena bán hết trong vòng một giờ đầu, khiến ban tổ chức phải tổ chức thêm một buổi nữa ngay sau buổi đầu tiên.

## Ý kiến đón nhận

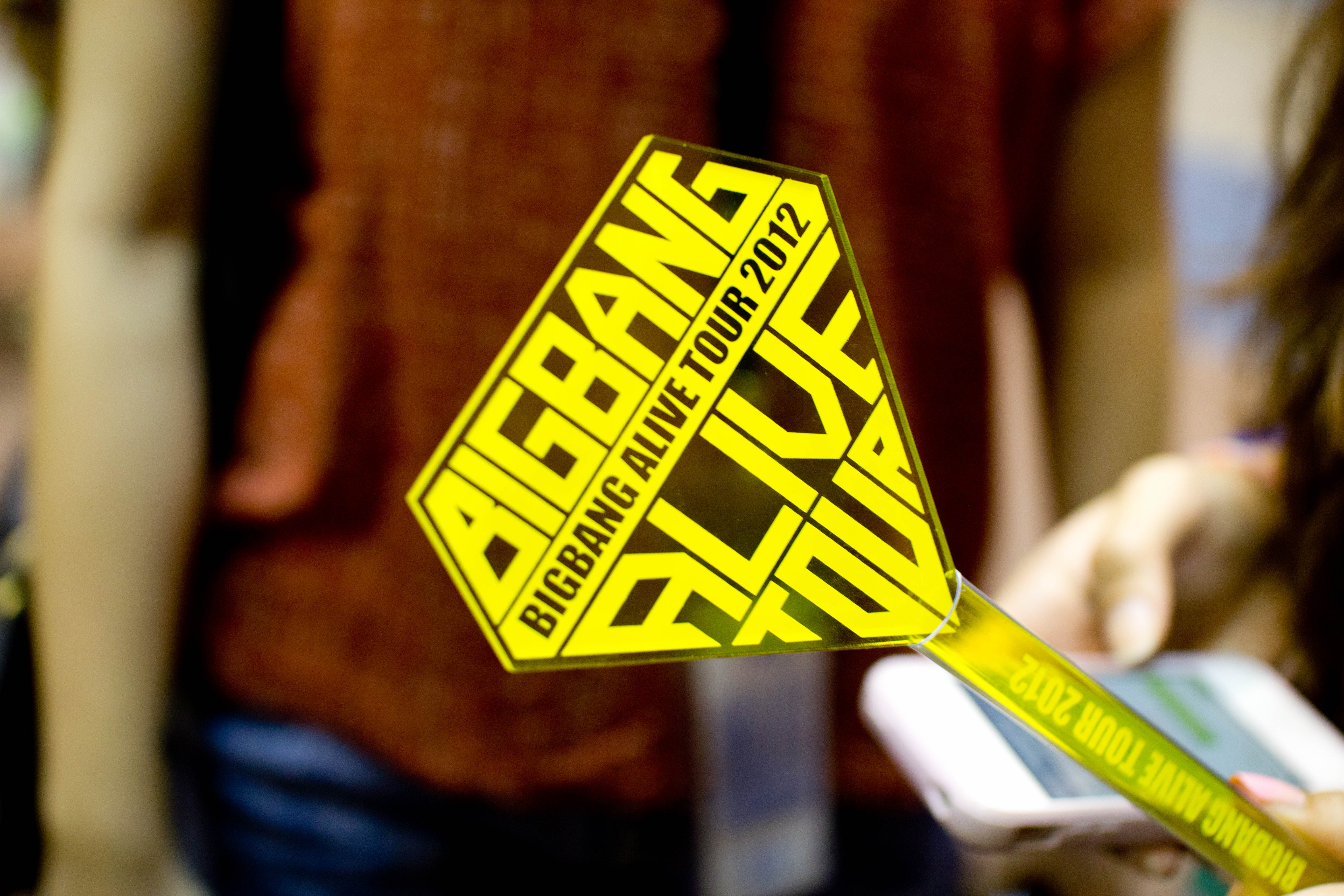
Người hâm mộ Big Bang với cây gậy cổ vũ

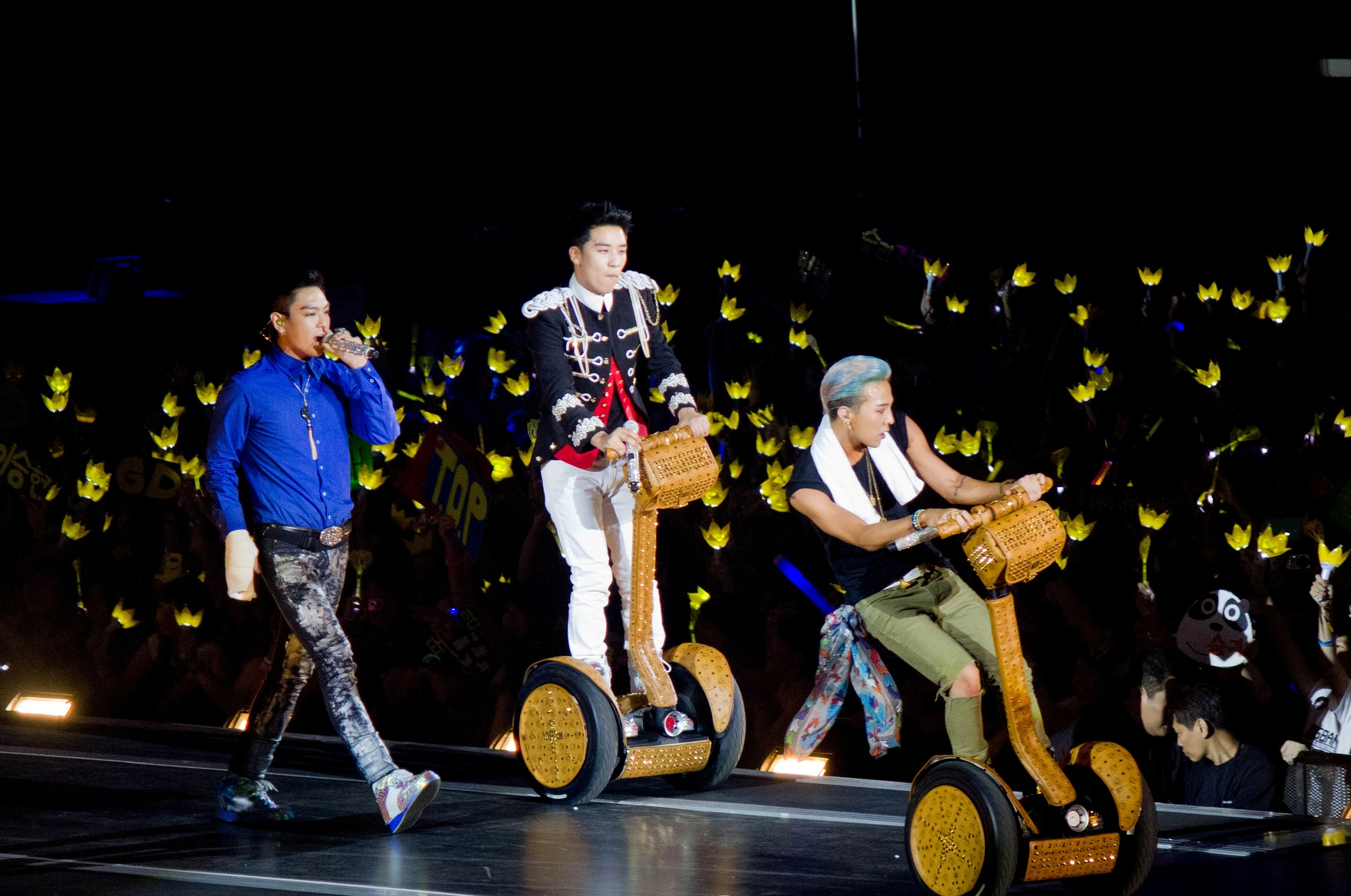
Big Bang trên những chiếc Segway

Nhà báo của tờ The New York Times Jon Caramanica viết rằng Big Bang đã biểu diễn hơn chục ca khúc với số lượng trang phục nhiều nhất có thể, cũng như nhiều đạo cụ thú vị như những chiếc xe Segway và xe đạp thấp" trong "tour diễn ngắn ngủi nhưng ồn ào trên đất Mỹ". Tác giả của Billboard K-Town Jeff Benjamin nhận định những khán giả đến với buổi biểu diễn được chứng kiến những màn nhảy breakdance và khả năng nhào lộn của Taeyang với những cú flip hay salto ngay trên sân khấu của buổi biểu diễn của nhóm tại Trung tâm Prudential ở New Jersey, và đánh giá màn trình diễn của Big Bang tại Mỹ là "thành công cho tất cả trên mọi khía cạnh". Joseph Lapin của tờ báo có trụ sở tại California OC Weekly, người tham dự buổi diễn của nhóm tại Los Angeles, bình luận bầu không khí tại đây "gần như có thể sờ được vậy". Lapin kết luận, "Buổi diễn có sự hoài niệm, hồi tưởng về hip-hop của ngày xưa nhưng cũng có những cú hích về thương mại và làm mới hình ảnh của các nghệ sĩ nước ngoài... những chàng trai này, họ sẽ trở lại, và họ biết rằng mình sẽ trở thành những siêu sao thực sự".
Nhà báo âm nhạc của The Guardian Caroline Sullivan khen ngợi Big Bang đã có một "mà trình diễn tuyệt hảo" tại Wembley Arena, Luân Đôn. Cô so sánh Big Bang với một số bạn nhạc phương Tây khác và cho rằng phong cách của Big Bang "sinh động hơn, âm thanh ồn ào hơn, vũ đạo sắc nét hơn".
Radio Programas del Perú xếp buổi diễn của nhóm tại Peru là buổi diễn số một Nam Mỹ trong năm 2012, đánh bại các chuyến lưu diễn của JYJ, U-KISS và Music Bank tại Chile.
Vào ngày 30 tháng 11 năm 2012, Big Bang giành giải "Guardian Angel Worldwide Performer" tại lễ trao giải Mnet Asian Music Awards 2012 cho chính chuyến lưu diễn của họ trong suốt năm 2012.

## Danh sách bài hát biểu diễn
1. "Alive (Intro)"
2. "Tonight" (Phiên bản Rock)
3. "Hands Up"
4. "Fantastic Baby"
5. "How Gee"
6. "Stupid Liar"
7. "Knockout" (GD & TOP)
8. "High High" (Phiên bản Rock) (GD & TOP)
9. "Strong Baby" (Seungri)
10. "What Can I Do" (Seungri)
11. "Gara Gara Go"
12. "Number 1"
13. "Cafe" (Remix)
14. "Bad Boy"
15. "Ain't No Fun"
16. "Love Dust"
17. "Love Song"
18. "Only Look At Me" / "Where U At" / "Wedding Dress" (Taeyang)
19. "Wings" (Daesung)
20. "Haru Haru" (Phiên bản acoustic)
21. "Lies"
22. "Last Farewell"

Encore:
1. "Sunset Glow"
2. "Heaven"

1. "Alive (Intro)"
2. "Tonight" (Phiên bản rock)
3. "Hands Up"
4. "Fantastic Baby"
5. "How Gee"
6. "Stupid Liar"
7. "Knockout" (GD & TOP)
8. "High High" (Phiên bản rock) (GD & TOP)
9. "Strong Baby" (Seungri)
10. "What Can I Do" (Seungri)
11. "Gara Gara Go"
12. "Number 1"
13. "Cafe" (Remix)
14. "Bad Boy"
15. "Blue"
16. "Love Dust"
17. "Love Song"
18. "Only Look At Me" / "Where U At" / "Wedding Dress" (Taeyang)
19. "Wings" (Daesung)
20. "Haru Haru" (Phiên bản acoustic)
21. "Lies"
22. "Last Farewell"

Encore:
1. "Sunset Glow"
2. "Heaven"

1. "Alive (Intro)"
2. "Tonight" (Phiên bản rock)
3. "Hands Up"
4. "Fantastic Baby"
5. "How Gee"
6. "Stupid Liar"
7. "Knockout" (GD & TOP)
8. "High High" (GD & TOP)
9. "Strong Baby" (Seungri)
10. "What Can I Do" (Seungri)
11. "Gara Gara Go"
12. "Number 1"
13. "Cafe" (Remix)
14. "Crayon" (G-Dragon]])
15. "One of a Kind" (G-Dragon)
16. "Bad Boy"
17. "Blue"
18. "Love Song"
19. "Monster"
20. "Feeling"
21. "Only Look At Me" (Taeyang)
22. "Wedding Dress" (Taeyang)
23. "Wings" (Daesung)
24. "Haru Haru" (Phiên bản acoustic)
25. "Lies"
26. "Last Farewell"

Encore:
1. "Heaven"
2. "Bad Boy"
3. "Fantastic Baby"
4. "Feeling"

## Ngày diễn
| Ngày                 | thành phố    | quốc gia    | Địa điểm                             | Lượng khán giả |
| -------------------- | ------------ | ----------- | ------------------------------------ | -------------- |
| Châu Á               |              |             |                                      |                |
| 2 tháng 3 năm 2012   | Seoul        | Hàn Quốc    | Nhà thi đấu Thể dục dụng cụ Olympic  | 39.000         |
| 3 tháng 3 năm 2012   | Seoul        | Hàn Quốc    | Nhà thi đấu Thể dục dụng cụ Olympic  | 39.000         |
| 4 tháng 3 năm 2012   | Seoul        | Hàn Quốc    | Nhà thi đấu Thể dục dụng cụ Olympic  | 39.000         |
| 17 tháng 5 năm 2012  | Nagoya       | Nhật Bản    | Nippon Gaishi Hall                   | 18.000         |
| 18 tháng 5 năm 2012  | Nagoya       | Nhật Bản    | Nippon Gaishi Hall                   | 18.000         |
| 25 tháng 5 năm 2012  | Yokohama     | Nhật Bản    | Yokohama Arena                       | 36.000         |
| 26 tháng 5 năm 2012  | Yokohama     | Nhật Bản    | Yokohama Arena                       | 36.000         |
| 27 tháng 5 năm 2012  | Yokohama     | Nhật Bản    | Yokohama Arena                       | 36.000         |
| 31 tháng 5 năm 2012  | Osaka        | Nhật Bản    | Hội trường Osaka-jō                  | 40.000         |
| 1 tháng 6 năm 2012   | Osaka        | Nhật Bản    | Hội trường Osaka-jō                  | 40.000         |
| 2 tháng 6 năm 2012   | Osaka        | Nhật Bản    | Hội trường Osaka-jō                  | 40.000         |
| 3 tháng 6 năm 2012   | Osaka        | Nhật Bản    | Hội trường Osaka-jō                  | 40.000         |
| 16 tháng 6 năm 2012  | Saitama      | Nhật Bản    | Saitama Super Arena                  | 36.000         |
| 17 tháng 6 năm 2012  | Saitama      | Nhật Bản    | Saitama Super Arena                  | 36.000         |
| 23 tháng 6 năm 2012  | Fukuoka      | Nhật Bản    | Trung tâm Hội nghị Fukuoka           | 20.000         |
| 24 tháng 6 năm 2012  | Fukuoka      | Nhật Bản    | Trung tâm Hội nghị Fukuoka           | 20.000         |
| 21 tháng 7 năm 2012  | Thượng Hải   | Trung Quốc  | Mercedes-Benz Arena                  | 10.000         |
| 28 tháng 7 năm 2012  | Quảng Châu   | Trung Quốc  | Guangzhou International Sports Arena | 10.000         |
| 4 tháng 8 năm 2012   | Bắc Kinh     | Trung Quốc  | Trung tâm MasterCard                 | 10.000         |
| 28 tháng 9 năm 2012  | Singapore    | Singapore   | Sân vận động trong nhà Singapore     | 20.000         |
| 29 tháng 9 năm 2012  | Singapore    | Singapore   | Sân vận động trong nhà Singapore     | 20.000         |
| 5 tháng 10 năm 2012  | Băng Cốc     | Thái Lan    | Impact Arena                         | 20.000         |
| 6 tháng 10 năm 2012  | Băng Cốc     | Thái Lan    | Impact Arena                         | 20.000         |
| 12 tháng 10 năm 2012 | Jakarta      | Indonesia   | Sân vận động Quốc tế Mata Elang      | 26.000         |
| 13 tháng 10 năm 2012 | Jakarta      | Indonesia   | Sân vận động Quốc tế Mata Elang      | 26.000         |
| 20 tháng 10 năm 2012 | Đài Bắc      | Đài Loan    | Nhà thi đấu Đài Bắc                  | 26.000         |
| 21 tháng 10 năm 2012 | Đài Bắc      | Đài Loan    | Nhà thi đấu Đài Bắc                  | 26.000         |
| 24 tháng 10 năm 2012 | Manila       | Philippines | Mall of Asia Arena                   | 13.000         |
| 27 tháng 10 năm 2012 | Kuala Lumpur | Malaysia    | Sân vận động Merdeka                 | 18.000         |
| Bắc Mỹ               |              |             |                                      |                |
| 2 tháng 11 năm 2012  | Anaheim      | Hoa Kỳ      | Trung tâm Honda                      | 24.000         |
| 3 tháng 11 năm 2012  | Anaheim      | Hoa Kỳ      | Trung tâm Honda                      | 24.000         |
| 8 tháng 11 năm 2012  | Newark       | Hoa Kỳ      | Trung tâm Prudential                 | 24.000         |
| 9 tháng 11 năm 2012  | Newark       | Hoa Kỳ      | Trung tâm Prudential                 | 24.000         |
| Nam Mỹ               |              |             |                                      |                |
| 14 tháng 11 năm 2012 | Lima         | Peru        | Jockey Club del Perú                 | 12.000         |
| Châu Á               |              |             |                                      |                |
| 23 tháng 11 năm 2012 | Osaka        | Nhật Bản    | Osaka Dome                           | 100.000        |
| 24 tháng 11 năm 2012 | Osaka        | Nhật Bản    | Osaka Dome                           | 100.000        |
| 5 tháng 12 năm 2012  | Tokyo        | Nhật Bản    | Tokyo Dome                           | 55.000         |
| 8 tháng 12 năm 2012  | Hồng Kông    | Hồng Kông   | AsiaWorld–Arena                      | 30.000         |
| 9 tháng 12 năm 2012  | Hồng Kông    | Hồng Kông   | AsiaWorld–Arena                      | 30.000         |
| 10 tháng 12 năm 2012 | Hồng Kông    | Hồng Kông   | AsiaWorld–Arena                      | 30.000         |
| Châu Âu              |              |             |                                      |                |
| 14 tháng 12 năm 2012 | Luân Đôn     | Anh         | Wembley Arena                        | 24.000         |
| 15 tháng 12 năm 2012 | Luân Đôn     | Anh         | Wembley Arena                        | 24.000         |
| Châu Á               |              |             |                                      |                |
| 22 tháng 12 năm 2012 | Fukuoka      | Nhật Bản    | Fukuoka Dome                         | 50.000         |
| 12 tháng 1 năm 2013  | Osaka        | Nhật Bản    | Osaka Dome                           | 100.000        |
| 13 tháng 1 năm 2013  | Osaka        | Nhật Bản    | Osaka Dome                           | 100.000        |
| 25 tháng 1 năm 2013  | Seoul        | Hàn Quốc    | Nhà thi đấu Thể dục dụng cụ Olympic  | 39.000         |
| 26 tháng 1 năm 2013  | Seoul        | Hàn Quốc    | Nhà thi đấu Thể dục dụng cụ Olympic  | 39.000         |
| 27 tháng 1 năm 2013  | Seoul        | Hàn Quốc    | Nhà thi đấu Thể dục dụng cụ Olympic  | 39.000         |
| Tổng                 | Tổng         | Tổng        | Tổng                                 | 800.000        |

## Thành phần nhân sự
- Nghệ sĩ chính: Big Bang
- Tổng đạo diễn: Laurieann Gibson
- Thiết kế sân khấu và ánh sáng: Leroy Bennett
- Âm thanh: Ken Van Druten
- Bố trí và trình chiếu hình ảnh: Possible Productions
- Đạo diễn âm nhạc, keyboard: Gil Smith II
- Ghita: Justin Lyons
- Programmer: Adrian Porter
- Keyboard: Dante "Inferno" Jackson
- Bass: Omar Dominick
- Trống: Bennie "BrIIghtReD" Rodgers II
- Vũ công: Nhóm nhảy HiTech và Crazy Girls
- Quản lý: YG Entertainment
- Tổ chức lưu diễn: Live Nation Hàn Quốc
- Quản lý lưu diễn: Shirley Hong
- Tài trợ: Samsung